# فادیاره
فادیاره (به انگلیسی: Phadiara) یک منطقهٔ مسکونی در پاکستان است که در پنجاب واقع شده‌است. فادیاره ۱۷۵ متر بالاتر از سطح دریا واقع شده‌است.